# Geoffroi de Hauteville
Geoffroi de Hauteville (Gottfried, Goffredo, Gaufrido) a fost un comandant militar normand, unul dintre fiii mai mici avuți de Tancred de Hauteville cu prima sa soție, Muriella.  El s-a raliat fraților săi mai mari deja plecați și stabiliți în sudul Italiei în jur de 1053, sosind odată cu frații săi (după tată) Mauger și Guillaume. Este cert că a participat la bătălia de la Civitate, câștigată de normanzi în acel an.
În 1053, fratele său mai mare Umfredo, pe atunci conte de Apulia, i-a oferit lui Mauger stăpânirea în Capitanata, iar pe Guillaume l-a numit conte "al Principatului". Când Mauger a murit în același deceniu (în 1054, potrivit cronicii lui Goffredo Malaterra), comitatul a trecut în mâinile lui Guillaume "al Principatului", care la rândul său l-a oferit lui Geoffroi. În 1059, fratele său vitreg Robert Guiscard, succesorul lui Umfredo în dauna lui Geoffroi, care era mai vârstnic însă nu era de așa multă vreme în Italia, l-a ajutat să reprime o răscoală în Capitanata. De asemenea, Geoffroi a guvernat regiunea din jurul Loritello, unde fiul său Robert a fost învestit drept conte, și de asemenea și-a extins domeniile pe seama celor ale Papalității, cucerind Gissi în Abruzzi. Moartea sa nu este o chestiune pe deplin lămurită.  Breve Chronicon Northmannicum afirmă, pe baza autorității lui Goffredo Malaterra, că Geoffroi ar fi murit în 1063, însă cronicarul pare să confunde pe mulții purtători ai numelor de Geoffroi și Godefroi din acea vreme. Este probabil ca el să fi murit în jurul anului 1071.
Geoffroi se căsătorise încă de când era încă în Normandia și de pe urma acestei legături a avut trei fii: mai sus menționatul Robert; Raul, care va moșteni Catanzaro; și Guillaume, care va prelua Tiriolo. În Italia, el s-a recăsătorit, după modelul fratelui său cel mare Guillaume Braț de Fier, cu o nepoată a principelui longobard Guaimar al IV-lea de Salerno, anume Teodora de Capaccio, fiică a lui Pandulf, senior de Capaccio și frate al lui Guaimar. Din această a doua căsătorie s-a născut cel puțin un fiu, numit Tancred, care era în viață în 1103 și în 1104. A mai avut un fiu, nu se știe de pe urma cărei legături, numit Drogo sau Tasso .
Se pare că fiul său Raul de Catanzaro ar fi participat la bătălia de la Hastings din 1066 și, drept consecință, ar fi obținut un fief în Wiltshire înainte de 1086.